# Kálmán Vánky
Kálmán Géza Vánky, dit Kálmán Vánky, né le 15 juin 1930 à Odorheiu Secuiesc (Transylvanie, Roumanie actuelle) et mort le 18 octobre 2021, est un mycologue taxonomiste hongro-suédois vivant en Allemagne. Il est considéré comme étant une référence mondiale,,, depuis les années 1980, concernant les champignons phytoparasites Ustilaginomycotina, provoquant la maladie fongique du charbon.

## Biographie
Kálmán Vánky étudie la biologie à l'université de Cluj et travaille en tant que biologiste de 1953 à 1957. Il étudie ensuite la médecine à l'université de médecine et pharmacie de Târgu Mureș et travaille comme médecin généraliste à partir de 1961. Sur son temps libre, il pratique la mycologie, récoltant et étudiant les Ustilaginales de sa région. Il émigre en Suède en 1969, où il continue son travail de médecin tout en poursuivant ses recherches autofinancées sur les champignons agents du charbon. En 1985, il passe un doctorat de botanique à l'Université d'Uppsala, sa thèse portant sur les Ustilaginales des Carpathes,.
À partir de 1986, Kálmán Vánky devient chercheur à l'Institut de botanique de l'Université de Tübingen en Allemagne et côtoie des grands noms de son domaine comme Franz Oberwinkler. En 1989, il quitte définitivement son activité de médecin et se consacre de façon professionnelle à son sujet de prédilection jusqu'en 1996, année où il prend sa retraite. Il continue néanmoins de travailler chez lui jusqu'en 2014,.
Durant ses soixante années d'activité mycologique, il crée l'herbier d'Ustilaginales le plus riche et le plus complet du monde nommé « Herbarium Ustilaginales Vanky » (HUV) grâce à ses voyages dans plus de 50 pays couvrant les cinq continents. Elle comporte 22 000 spécimens dont 134 types,. Cela lui permet de réaliser moult publications où il révise l'ensemble des Ustilaginomycotina des points de vue de la systématique, de la phylogénie, de la relation hôte-pathogène, de la biologie et de la biochimie. 410 nouvelles espèces, 46 nouveaux genres et de nombreux taxons supérieurs (familles, ordres, etc.) auront été décrits,. Sa collection de 76 000 échantillons d'Ustilaginales est progressivement envoyée aux principaux herbiers mycologiques du monde qu'ils soient privés ou publics, comme le Queensland Plant Pathology Herbarium de Brisbane en Australie.
Ses ouvrages « Illustrated Genera of Smut Fungi » réédité pour la troisième fois en 2013 et « Smut Fungi of the World » publié en 2012, supplantent 60 ans après, l'ouvrage faisant alors référence « The Ustilaginales of the World » du mycologue américain George Lorenzo Zundel, publié en 1953. Salués par la critique, ils résument l'objectif et l'effort constant de la vie de Kálmán Vánky et assoient son autorité en tant que référence mondiale dans ce domaine,,.

## Hommages taxonomiques
En hommage à son œuvre, quelques taxons portent son nom :
- l'espèce Orphanomyces vankyi Savile (1974)[10]
- l'espèce Antracoidea vankyi Nannfeldt (1977)[11]
- le genre Vankya Ershad (2000)[12]
- l'espèce Uromyces vankyorum R. Berndt (2002)[13]
- le genre Kalmanomyza Q.M. Wang, F.Y.Bay. Begerow & Boekhout (2015)[14]

## Publications majeures
- (en) Kálmán Vánky, Carpathian Ustilaginales, Symbolae Botanicae, 1985, 309 p. (ISBN 91-554-1704-3)
- (en) Kálmán Vánky, European smut fungi, Fischer Gustav Verlag GmbH & Company KG, 1994, 570 p. (ISBN 978-3-437-30745-4 et 3437307452)
- (en) K. Vánky et Franz Oberwinkler, Ustilaginales on Polygonaceae : a taxonomic revision, Nova Hedwigia, 1994, 96 p. (ISBN 978-3-443-51029-9)
- (en) Kálmán Vánky et Eric H.C. McKenzie, Smut Fungi of New Zealand (6 ed.), Fungal Diversity Press, 2002, 259 p. (ISBN 978-962-85677-0-6 et 9628567705)
- (en) Kálmán Vánky, Smut Fungi of the Indian Subcontinent, Polish Botany Institute, 2007, 265 p. (ISBN 978-83-89648-59-4 et 8389648598)
- (en) Vanky, K. et Shivas, R. G, Fungi of Australia : The Smut Fungi, Melbourne, Australian  Biological Resources Study Canberra  and  CSIRO  Publishing, 2007, 267 p. (ISBN 978-0-643-09536-6)
- (en) Kálmán Vánky, Smut Fungi of the World, St. Paul (Minn.), APS Press., 2012, 1458 p. (ISBN 978-0-89054-398-6 et 0890543984)
- (en) Vánky, Kalman, Illustrated Genera of Smut Fungi (3 ed.), St. Paul (Minn.), APS Press, 2013, 288 p. (ISBN 978-0-89054-428-0).